# Cetogénesis

Sendero de la cetogénesis.

La cetogénesis es un proceso metabólico por el cual se producen los cuerpos cetónicos como resultado del catabolismo de los ácidos grasos.

## Producción
Los cuerpos cetónicos se producen principalmente en las mitocondrias de las células del hígado. Su síntesis ocurre en respuesta a bajos niveles de glucosa y después del agotamiento de las reservas celulares de glucógeno. La producción de cuerpos cetónicos comienza para disponer de la energía guardada como ácidos grasos. Los ácidos grasos son enzimáticamente descompuestos en la β-oxidación para formar acetil-CoA. Bajo condiciones normales, la oxidación del acetil-CoA se produce en el ciclo de Krebs y su energía se transfiere como electrones a NADH, FADH2, y GTP. Sin embargo, si la cantidad de acetil-CoA generada en el proceso de oxidación de los ácidos grasos es superior a la capacidad de procesamiento del ciclo de Krebs, o si la actividad en este proceso es baja dada la poca cantidad de elementos intermedios como el oxaloacetato, el acetil-CoA se usa para la biosíntesis de los cuerpos cetónicos vía acetil-CoA y β-hidroxi-β-metilglutaril-CoA (HMG-CoA). 
Además de su papel en la síntesis de cuerpos cetónicos, el HMG-CoA es también un intermediario en la síntesis del colesterol.

## Tipos de cuerpos cetónicos
Los tres cuerpos cetónicos son:
- Acetoacetato, el cual, si no es oxidado a una forma útil para obtener energía, es la fuente de los otros dos cuerpos cetónicos siguientes.
- Acetona, el cual no es usado como fuente de energía, es exhalado o excretado como desecho.
- Betahidroxibutirato, el cual no es, en sentido técnico, una cetona de acuerdo a la nomenclatura IUPAC.

## Regulación
La cetogénesis podría o no ocurrir, dependiendo de los niveles disponibles de carbohidratos en las células o el cuerpo. Esto está cercanamente relacionado con las vías del acetil-CoA:
- Cuando el cuerpo tiene abundantes carbohidratos como fuente de energía, la glucosa es completamente oxidada a CO2; el acetil-CoA se forma como un intermediario en este proceso, comenzando por entrar al ciclo de Krebs seguido por la completa conversión de su energía química a ATP en el intercambio de la cadena de electrones mediante un proceso de oxidación.
- Cuando el cuerpo tiene exceso de carbohidratos disponibles, parte de la glucosa es totalmente metabolizada, y parte de esta es almacenada para ser usada con acetil-CoA para crear ácidos grasos. (CoA es también reciclado aquí).
- Cuando el cuerpo no tiene carbohidratos libres disponibles, la grasa debe ser descompuesta en acetil-CoA para poder obtener energía. El acetil-CoA no se oxida a través del ciclo de Krebs porque los intermediarios (principalmente oxaloacetato) se han agotado para suplir el proceso de la gluconeogénesis, y la resultante acumulación de acetil-CoA activa la cetogénesis.

## Patología
Los cuerpos cetónicos se crean a niveles moderados en el organismo mientras dormimos y cuando no hay carbohidratos disponibles. Sin embargo, cuando el aporte en hidratos de carbono es menor a unos 80 g/día, se dice que el cuerpo está en un estado de cetosis. Se desconoce si la cetosis tiene o no efectos a largo plazo.
Si los niveles de los cuerpos cetónicos son demasiado altos, el pH de la sangre cae, resultando en cetoacidosis. Esto es muy raro y, en general, ocurre solamente en la diabetes tipo I sin tratar, y en alcohólicos tras beber y no comer.